# Turanspor
El Turanspor es un equipo de fútbol de Turquía que juega en la Liga Regional de Ankara, una de las ligas regionales que conforman la sexta división de fútbol en país.

## Historia
Fue fundado en el año 1947 en la capital Ankara con el nombre Sekerspor y han cambiado de nombre en varias ocasiones a lo largo de su historia, las cuales han sido:
- Şekerspor (1947–1958)
- Şeker Hilal (1958–1963)
- Şekerspor (1963–2005)
- Etimesgut Şekerspor (2005–2010)
- Beypazarı Şekerspor (2010–2012)
- Çamlıdere Şekerspor (2012–2013)
- Şekerspor (2013–2014)
- Tutap Şekerspor (2014–2015)
- Turanspor (2015–)

En 1956 se une a la Liga de Ankara hasta que en 1959 se convierte en uno de los equipos fundadores de la Superliga de Turquía en donde terminó en 12º lugar en su temporada inaugural.
Históricamente han sido un equipo nómada, ya que no se han estabilizado en una categoría, militando en más de 10 temporadas en la Superliga de Turquía, y cuentan con una cantidad similar de participaciones en la TFF Primera División.

## Temporadas
- Super League: 1959–63, 1964–66, 1967–69, 1972–73, 1997–98
- 1ª División: 1963–64, 1966–67, 1969–72, 1973–92, 1994–97, 1998–2003
- 2ª División: 1992–94, 2003–2005, 2006–2013
- 3ª División: 2005–2006, 2013–15
- Regional Amateur League: 2015–17
- Amateur League: 1947–59, 2017